# Manfred Winkelhock
Manfred Winkelhock, nemški dirkač Formule 1, * 6. oktober 1951, Waiblingen, Nemčija, † 12. avgust 1985, Toronto, Ontario, Kanada. 
Manfred Winkelhock je debitiral v sezoni 1980, ko je nastopil le na Veliki nagradi Italije, toda ni se kvalificiral na dirko. Po letu premora je prvi in edini točki v karieri osvojil na Veliki nagradi Brazilije v sezoni 1982. V sezonah 1983 in 1984 se mu višje od osmega mesta ni uspelo prebiti, sredi sezone 1985 pa se je na dirki športnih dirkalnikov na nemškem dirkališču Nürburgring smrtno ponesrečil.
Njegov brat Joachim Winkelhock je bil tudi dirkač Formule 1, prav tako je tudi njegov sin Markus Winkelhock.

## Popolni rezultati Formule 1
(legenda) (odebeljene dirke pomenijo najboljši štartni položaj, poševne pa najhitrejši krog, †-uvrščen kljub odstopu)
| Leto | Moštvo               | Šasija       | Motor           | 1      | 2        | 3        | 4       | 5       | 6        | 7        | 8        | 9       | 10      | 11      | 12      | 13      | 14      | 15      | 16     | Prv | Toč |
| ---- | -------------------- | ------------ | --------------- | ------ | -------- | -------- | ------- | ------- | -------- | -------- | -------- | ------- | ------- | ------- | ------- | ------- | ------- | ------- | ------ | --- | --- |
| 1980 | Warsteiner Arrows    | Arrows A3    | Cosworth V8     | ARG    | BRA      | JAR      | ZZDA    | BEL     | MON      | FRA      | VB       | NEM     | AVT     | NIZ     | ITA DNQ | KAN     | ZDA     |         |        | -   | 0   |
| 1982 | Team ATS             | ATS D5       | Cosworth V8     | JAR 10 | BRA 5    | ZZDA Ret | SMR DSQ | BEL Ret | MON Ret  | VZDA Ret | KAN DNQ  | NIZ 12  | VB DNQ  | FRA 11  | NEM Ret | AVT Ret | ŠVI Ret | ITA DNQ | LVE NC | 22. | 2   |
| 1983 | Team ATS             | ATS D6       | BMW Straight-4  | BRA 16 | ZZDA Ret | FRA Ret  | SMR 11  | MON Ret | BEL Ret  | VZDA Ret | KAN 9    | VB Ret  | NEM DNQ | AVT Ret | NIZ DSQ | ITA Ret | EU 8    | JAR Ret |        | -   | 0   |
| 1984 | Team ATS             | ATS D7       | BMW Straight-4  | BRA EX | JAR Ret  | BEL Ret  | SMR Ret | FRA Ret | MON Ret  | KAN 8    | VZDA Ret | ZDA 8   | VB Ret  | NEM Ret | AVT DNS | NIZ Ret | ITA DNS | EU      |        | -   | 0   |
| 1984 | MRD International    | Brabham BT53 | BMW Straight-4  |        |          |          |         |         |          |          |          |         |         |         |         |         |         |         | POR 10 | -   | 0   |
| 1985 | Skoal Bandit F1 Team | RAM 03       | Hart Straight-4 | BRA 13 | POR NC   | SMR Ret  | MON DNQ | KAN Ret | VZDA Ret | FRA 12   | VB Ret   | NEM Ret | AVT     | NIZ     | ITA     | BEL     | EU      | JAR     | AVS    | -   | 0   |